# Love Street
Love Street è un brano musicale del 1968 del gruppo statunitense The Doors, scritto dalla band stessa e pubblicato sull'album Waiting for the Sun,
La canzone parla del Laurel Canyon Boulevard, a Laurel Canyon, California dove Jim Morrison visse con la sua fidanzata, Pamela Courson. Il loro indirizzo era 1812 di Rothdell Trail.
È stato pubblicato come lato-B di Hello, I Love You.
Il pianista George Winston ha realizzato una cover della canzone.